# Udon Thani (provins)
Udon Thani, (thai:  อุดรธานี) är en provins (changwat) i nordöstra Thailand. Provinsen hade år 2000 1 467 158 invånare på en areal av 11 730,3 km². Provinshuvudstaden är Udon Thani.

## Administrativ indelning
Provinsen är indelad 20 distrikt (amphoe). Distrikten är i sin tur indelade i 155 subdistrikt (tambon) och 1682 byar (muban). 